# Катастрофа Іл-76 у Карачі
Авіакатастрофа в Карачі — падіння транспортного літака Іл-76ТД на території військового містечка у м. Карачі (Пакистан) 28 листопада 2010 року.
Літак, що належав грузинській приватній авіакомпанії Sun Way, прямував до Судану з вантажем гуманітарної допомоги (31 тонна наметів).
Одразу після злету загорівся один з двигунів. Полум'я двигуна було помічено з землі. Екіпаж намагався здійснити аварійну посадку.
О 1:48 за місцевим часом (UTC+5), менше ніж через 2 хвилини після злету літак впав на відкритій місцевості на території житлового комплексу, що будувався для пакистанського флоту (4 км від торця злітно-посадкової смуги). Загинув увесь екіпаж літака — семеро українців та росіянин. На землі загинули 3 будівельники. 1 будівельника, що в цей час їхав на мотоциклі (англ. Mohammad Raees) госпіталізовано з важкими опіками (50 %), в ніч з 2 на 3 грудня він помер.
Під час падіння була пошкоджена лінія електропередач, 3 або 4 недобудовані будинки. В районі катастрофи пропало освітлення. Під час зіткнення стався вибух пального, почалася сильна пожежа. Її гасили впродовж 2 годин.
Подібна катастрофа сталася 18 жовтня 1989 з літаком Іл-76МД СРСР-76569. Її причиною був конструкційний дефект двигуна Д-30КП.

## Екіпаж
- Командир Тарас Нижник
- Другій пілот Сергій Дядечко
- Штурман Олександр Шпунт
- Радист Володимир Малий
- Авіатехнік Віктор Корольов
- Авіатехнік В'ячеслав Абатуров
- Бортінженер Євген Солоденко
- Бортоператор Олександр Ульянов

## Виноски
1. ↑  The Aviation Herald Map. Архів оригіналу за 8 березня 2017. Процитовано 1 грудня 2010.
2. ↑  Lebeda, Alan. 4L-GNI. Airliners.net. Архів оригіналу за 1 грудня 2010. Процитовано 28 листопада 2010.
3. ↑  www.airwar.ru [Архівовано 15 жовтня 2011 у Wayback Machine.] (рос.)
4. ↑  www.aerotransport.org. Архів оригіналу за 3 грудня 2010. Процитовано 30 листопада 2010.